# Angelo Accattino

Erzbischofswappen von Angelo Accattino

Angelo Accattino (* 31. Juli 1966 in Asti, Italien) ist ein italienischer Geistlicher, römisch-katholischer Erzbischof und Diplomat des Heiligen Stuhls.

## Leben
Angelo Accattino empfing am 25. Juni 1994 durch den Bischof von Casale Monferrato, Carlo Cavalla, das Sakrament der Priesterweihe. Er wurde im Fach Kirchenrecht promoviert.
Am 12. September 2017 ernannte ihn Papst Franziskus zum Titularerzbischof von Sebana und zum Apostolischen Nuntius in Bolivien. Kardinalstaatssekretär Pietro Parolin spendete ihm am 25. November desselben Jahres in der Kirche Santissimo Nome di Maria in Calliano die Bischofsweihe; Mitkonsekratoren waren der Bischof von Casale Monferrato, Gianni Sacchi, und der emeritierte Bischof von Casale Monferrato, Alceste Catella.
Papst Franziskus bestellte ihn am 2. Januar 2023 zum Apostolischen Nuntius in Tansania.

## Wappen
Angelo Accattinos Wappen trägt das Motto „Ad Vesperum de Amore Iudicabimur“.